# Vamp (musik)
Vamp, inom improvisionsbaserad musik (främst pop, rock, jazz m.m.) ett stycke av en låt som fungerar som ett mellanspel där man främst improviserar över en ackordsföljd. Kan också beteckna en ackordsrundgång som man improviserar över.